# Le père Noël est une ordure
Le père Noël est une ordure ('jultomten är en skitstövel/sopa') är en fransk film i regi av Jean-Marie Poiré och med fransk biopremiär 25 augusti 1982. Den är en filmatisering av en komedipjäs uppsatt på Paristeatern Le Splendid. Teaterns fasta ensemble med bland andra Josiane Balasko, Marie-Anne Chazel, Christian Clavier, Gérard Jugnot och Thierry Lhermitte besatte de viktigare filmrollerna.
Le père… är en filmfars som utspelas på julafton på och omkring kontoret hos en hjälporganisation. Under biovisningarna 1982 såldes den 1,6 miljoner biobiljetter, och senare har den återkommande sänt på fransk TV i juletid. Vid biopremiären bojkottades den av stora reklamplatssäljare, eftersom filmtiteln ansågs vara opassande. Jultomten i titeln är en utklädd reklamutdelare som filmen igenom beter sig något, alternativt mycket, opassande.
Skådespelaren Clavier och regissören Poiré har samarbetat fler gånger, till exempel i 1993 års Visitörerna. Le père… blev en av de mer framgångsrika komedierna för Le Splendid-ensemblen, som lanserade sig via 1978 års film Les Bronzés och genererat en hel generation av franska komediskådespelare.

## Handling
Det är julafton och hos telefontjänsten SOS détresse amitié, som är en stödjande lekmannaorganisation i stil med Jourhavande medmänniska, är det vanlig arbetsdag i lägenheten där man inrett sitt kontor. De två stödtelefonerna är bemannade av varsin volontär (Thérèse och Pierre), medan byråns något strikta ägare Madame Musquin planerar avfärd mot ett efterlängtat julfirande med släkten.
Saker och ting går dock inte som planerat. Thérèse och Pierre får under dagens lopp ta emot både telefonsamtal och besök som gör det hela till något helt annat än en vanlig arbetsdag, och mellan samtalen sneglar de två på varandra alltmer uppskattande. En ömhetstörstande uppringare i kvinnokläder ringer till slut på dörren på byrån, där redan Thérèses gravida väninna Josette inkvarterat sig. Josette är på flykt undan sin våldsamme sambo Félix, men hon tvekar själv inte att avgöra gräl med hjälp av strykjärn. Félix, en person utan impulskontroll och som iklädd tomtedräkt försökt dela ut reklam för en strippklubb, är också på ingång. Även byråns vänlige granne monsieur Preskovitch knackar på och bjuder på den ena hemlagade vedervärdigheten efter den andra. Samtidigt sitter byråns ägare fast i hissen, långt från den hägrande släktsammankomsten.
Under kvällens lopp händer det saker i och ovanpå hissen, utbryter skottlossning, byts julklappar, fångas in kaniner, utdelas ömheter och byts färg på vita kostymer. Till slut lyckas faktiskt Marie-Ange Musquin ta sig iväg mot något som liknar julfirande, fast först efter en elchock och utan sin bil. Mitt i röran har alla glömt av hissreparatören, och när han till slut dyker upp är han mest i vägen. Men även det problemet går att lösa för den som vet råd.

## Roller
| Vänster: Gérard Jugnot, 1997 (filmens "Félix"). Höger: Christian Clavier, 2003 ("Jean-Jacques"). |  | Vänster: Gérard Jugnot, 1997 (filmens "Félix"). Höger: Christian Clavier, 2003 ("Jean-Jacques"). |
| Vänster: Gérard Jugnot, 1997 (filmens "Félix"). Höger: Christian Clavier, 2003 ("Jean-Jacques"). |  |                                                                                                  |

| Vänster: Marie-Anne Chazel, 2012 ("Josette"). Höger: Josiane Balasko, 2013 ("Madame Musquin"). |  | Vänster: Marie-Anne Chazel, 2012 ("Josette"). Höger: Josiane Balasko, 2013 ("Madame Musquin"). |
| Vänster: Marie-Anne Chazel, 2012 ("Josette"). Höger: Josiane Balasko, 2013 ("Madame Musquin"). |  |                                                                                                |

| Vänster: Thierry Lhermitte, 1998 ("Pierre"). Höger: Anémone, 2009 ("Thérèse"). |  | Vänster: Thierry Lhermitte, 1998 ("Pierre"). Höger: Anémone, 2009 ("Thérèse"). |
| Vänster: Thierry Lhermitte, 1998 ("Pierre"). Höger: Anémone, 2009 ("Thérèse"). |  |                                                                                |

### Centrala roller
- Félix (spelad av Gérard Jugnot) – fattig man i tomtedräkt. En oborstad men missförstådd mytoman som helst löser problem med våld. Kommer till lägenheten med kaninen Pinouille i ränseln (den med skylten för strippklubben bakpå). Sambo med Josette.[1]

- Jean-Jacques (Christian Clavier) – manlig transvestit som kallar sig själv Katia. Deprimerad men aktivt kontaktsökande och ett av offren för Félix överilade handlingar. I familjen kallad för Charles Bronson, som en kontrast mellan den amerikanske skådespelarens virilitet och Katias egen mer kvinnliga framtoning. Parisisk filmaffischering med Bronson-filmer syns under filmens gång.[2]

- Josette (Marie-Anne Chazel) – kallar sig själv Zézette. Bor i en husvagn uppställd på en ödetomt invid motorvägen med sin sambo Félix och en mängd kaniner. Agerar först och tänker sedan. Går aldrig någonstans utan sitt strykjärn i handväskan och släpar jämt på en liten kundvagn. Är gravid och på något sätt bekant med Thérèse.[3]

- Marie-Ange Musquin (Josiane Balasko) – chef på stödverksamheten SOS détresse amitié, som svarar på hjälpsamtal från ensamma människor. Är strikt och korrekt och uppskattar punktlighet. Vill ägna julaftonen hos sin syster Marie-Cécile i Créteil. Kommer till slut iväg och får dessförinnan nytta av de inpaketerade julklapparna till sina systerbarn, fast inte som det var tänkt. Önskar verkligen att fransk hissteknologi var mer tillförlitlig.[4]

- Pierre Mortez (Thierry Lhermitte) – volontär på stödverksamheten SOS détresse amitié. Har tummen mitt i handen och säger inte vad han menar. Byter dock personlighet när han, mycket sällsynt, tappar besinningen. Tror sig vara bra på att måla. Är gift familjefar men har (enligt madame Musquin) ett vänsterprassel; kastar dessutom långa blickar efter arbetskollegan Thérèse. Favorituttrycket är "c'est cela, oui" ('visst, jodå'), uttalat med en ton som andas viss ironi.[5]

- Thérèse de Monsou (Anémone) – volontär på SOS détresse amitié, med utbildning till socialassistent. Känslig och försiktig och något naiv till sättet. Älskar att sticka och att förfärdiga trefingrade vantar till de små lepradrabbade barnen i Jakarta. Hennes julklapp till Pierre (som hon, möjligen, är hemligt kär i) visar sig vara svår att beskriva.[6]

- Zadko Preskovitch (Bruno Moynot) – granne med bulgariska rötter och en stark brytning. En generös man som gärna bjuder på sina hemlagade bakverk efter bulgariskt (?) recept. "Les doubitchous de Sofia" ('dobitsjoer från Sofia') och "kloug aux marrons" ('klog med kastanjer') har bägge unika egenskaper som är svåra att sätta ord på. Bjuder gärna in sig själv till SOS-byrån när det passar (honom). Arbetar nattskift på betalstationen Créteil-Sud.[7]

### Mindre roller (urval)
- Suicidal uppringare i telefonkiosk (Michel Bonnet).
- Monsieur Leblé (Martin Lamotte) – granne i uppgången som ägnar stor energi åt att klaga på alla ljud från stödorganisationens lägenhet.[8]
- Monsieur Poisseau (Jacques François) – chef för kvarterets apotek. Gör en akutinsats för den mörbultade Félix med hjälp av smärtlindrande medel, alltmedan en ung blondin väntar i taxin utanför. Ett bord väntar på dem på lyxrestaurangen Castel, och Poisseau ser framför sig en underbar julafton, själv iklädd sin fina vita kostym.[9]
- Snuskhummer i telefon (Michel Leblanc; han skulle egentligen spelat en präst, men denne hade skrivits ut ur manus[10]) – julaftonens flitigaste telefonör.
- Hissreparatören – kommer till slut till huset med den trasiga hissen. Råkar dock ut för en liten olycka, vilken leder till att avdelningen för kreativa problemlösningar får lite att göra. Slutet gott, allting gott.

## Produktion

### Bakgrund

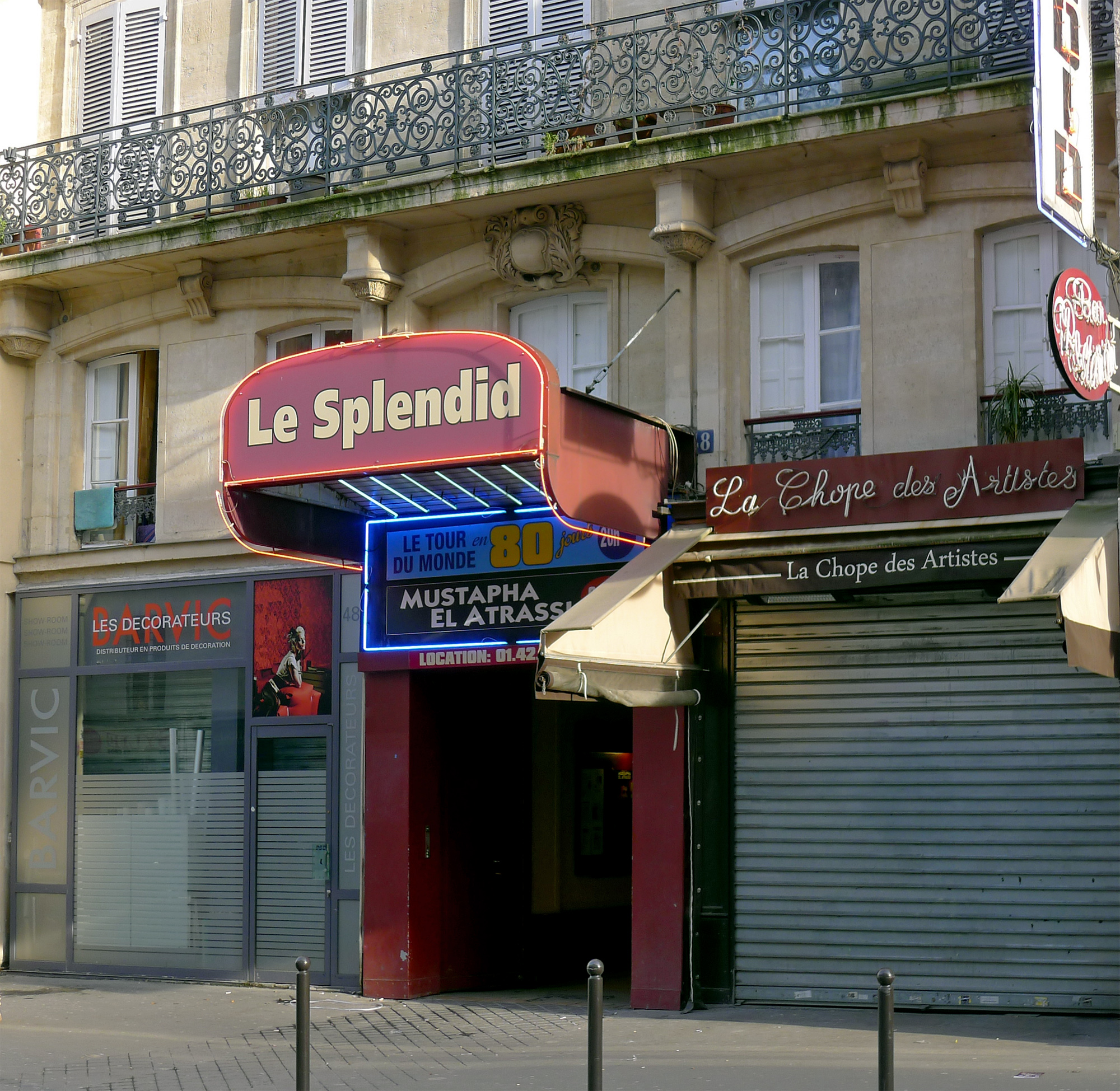
"Teaterkaféet" Le Splendid, där teaterpjäsen Le père Noël est une ordure hade premiär.

Filmen baserar sig på en teaterpjäs med samma namn, med scenpremiär under 1979. Manuset till pjäsen skrevs kollektivt av medlemmarna av Le Splendid-ensemblen, med den ursprungligen påtänka titeln Le Père Noël s'est tiré une balle dans le cul ('Jultomten har fått en kula där bak'). Uppslaget till pjäsen var att man intresserade sig för hjälporganisationen SOS Amitié och de människor som ringde in dit. Tidigare hade Le Splendid-gänget i pjäsen Club Med d’Amour, coquillages et crustacés ('filmatiserad som Les Bronzés) dissekerat den franska nöjeslystnaden och relaterade organisationer som Club Med.
Marie-Anne Chazels far hade arbetat på en SOS Amitié-liknande organisation och minns hur han fått order att endast kommunicera med de uppringande via telefon (besök var absolut förbjudet!). Därför var det tydligt att en pjäs omkring temat mest skulle utspela sig inomhus, och därefter föddes den ena rollfiguren efter den andra fram, med var sina egenheter. Josiane Balasko har förklarat att utgångspunkten var att presentera människor där godheten och mänskligheten vägde över; sedan utvecklades manuset lite åt ett annat håll. Under julen fanns det flest ensamma människor, vilket gjorde det till ett lämpligt val för en pjäs om en dylik hjälporganisation.
Till en början spelades rollen i pjäsen som Katia / Jean-Jacques av Roland Giraud, innan rollen senare togs över av Christian Clavier. Under tiden pjäsen gick på teatern Le Splendid, bytte även andra roller innehavare. Trots den egenartade inramningen blev pjäsen populär, och efter några månader var man tvungen att byta till en större scen – Gaité-Montparnasse, en "riktig teater".
Efter 200 scenföreställningar fångades filmproducenten Yves Rousset-Rouard (aktieägare i teaterkaféet och morbror till Christian Clavier) intresse. Han beslöt att låta göra film av den med Jean-Marie Poiré som regissör. Poiré träffade pjäsensemblen, där han redan samarbetat med Josiane Balasko. Regissören beslöt också att göra ett antal förändringar i presentationen, så att den inte skulle kännas som filmad teater.

### Manus
Skillnaderna mellan pjäs och film, som arbetades fram efter långa diskussioner mellan Le Splendid-ensemblen och regissören, inkluderar följande:
| Pjäsen | Filmen |
| --- | --- |
| Madame Musquin saknas. En monsieur Musquin nämns bara vid namn.                                                                                       | Rollfiguren lades till för att Josiane Balasko (inte med i pjäsen) skulle få en roll.                                                     |
| Thérèse och Josette är kusiner. | Thérèse säger att hon träffat Josette på en myndighet.                                                                                    |
| Thérèse och Félix har en het stund tillsammans. | Det är Thérèse och Pierre. |
| Katia avslöjar att hen heter Jean-Jacques och varit gift med Thérèse. Slutligen begår hen självmord med Félix skjutvapen. Thérèse dör efter ett fall. | Alla dessa inslag saknas. Å andra sidan växer Katias roll i filmen, på grund av att Poiré imponerades av Claviers intagande rolltolkning. |
| Monsieur Preskovitch bjuder på de berömda spotsi d'Ossieck.                                                                                           | Det bjuds på de berömda doubitchous de Sofia.                                                                                             |
| Historien avslutas med att lägenheten sprängs i luften i en gasexplosion. Denna är förorsakad av Preskovitch som tar livet av sig.                    | Allt detta saknas. |
| I pjäsen är Félix vänlig eller neutral mot Katia. | Félix ägnar sig åt ett flitigt hånande av Katia.                                                                                          |
| Pierre klämmer fingrarna på Félix (när han slår igen lägenhetsdörren).                                                                                | Pierre klämmer fingrarna på Preskovitch.                                                                                                  |
| Sedan Pierre visat sin tavla för Thérèse, visar hon den därefter för Félix.                                                                           | Thérèse gömmer tavlan, så att ingen ska få syn på den.                                                                                    |
| Josette och Katia byter kläder med varandra. | De behåller sina egna kläder. |
| Pierres hustru Françoise ringer upp honom för att berätta att han är otrogen och att hon valt att lämna honom.                                        | Detta saknas. |

### Ytterligare rollbesättning
Jacques François, som spelar apotekaren, accepterade att medverka i filmen utan ersättning. Eftersom produktionen inte kunde betala hans gängse och rätt så höga ersättningsnivå, föredrog han att arbeta gratis framför att ta emot den mycket låga summa som erbjöds. Regissören Poiré, som uppskattade hans medverkan, lät François därefter medverka i en mängd av Poirés senare filmer.
Guy Marchand var tilltänkt att göra en cameoroll i filmen. Han vägrade dock, med hänvisning till att han ville undvika kopplingen till hitlåten "Destinée", när han främst ville framhäva sin jazzbakgrund. Marchand accepterade dock att låten spelades i filmen, där den nyttjas under en pardans med "Pierre" och "Katia".

### Inspelning
Utomhusscener
Den första scenen i filmen (med den reklambladsutdelande "Félix") spelades in på de stora boulevarderna i Paris under julhandeln, utan tillstånd från områdets stora varuhus. Regissören gömde sig i en skåpbil och kom endast ut några gånger i samband med omtagningar.
Scenen där Marie-Anne Chazel ("Josette") och Anémone ("Thérèse") letar efter ostron och vitt vin spelades in på Le Square Trousseau, ett brasseri i 12:e arrondissementet.
Avslutningsscenen spelades in i Parc zoologique de Paris, också det i 12:e arrondissementet (Vincennes).
| Charles Bronson och Julio Iglesias, två populärkulturikoner som refereras till i filmen. |  | Charles Bronson och Julio Iglesias, två populärkulturikoner som refereras till i filmen. |
| Charles Bronson och Julio Iglesias, två populärkulturikoner som refereras till i filmen. |  |                                                                                          |

I filmen kallas Katia (lite hånfullt) för Charles Bronson av sin far. När hen lämnar lägenheten, efter att ha blivit avspisad av Pierre, passerar hen framför två filmaffischer med Charles Bronson. Affischerna var specialgjorda för filmen och saknar koppling till verkliga Bronson-filmer.
Inomhusscener
Filmens inomhusscener spelades in i filmstudior i Épinay-sur-Seine. En hel lägenhet byggdes upp till filmen, komplett med ett trapphus och en hiss som kunde ta förflytta sig tre våningar upp och ner. I lägenheten finns bland annat en soffa med exakt samma mönster på tyget som på Pierres kostym; denna omständighet skulle under filmen komma till nytta.

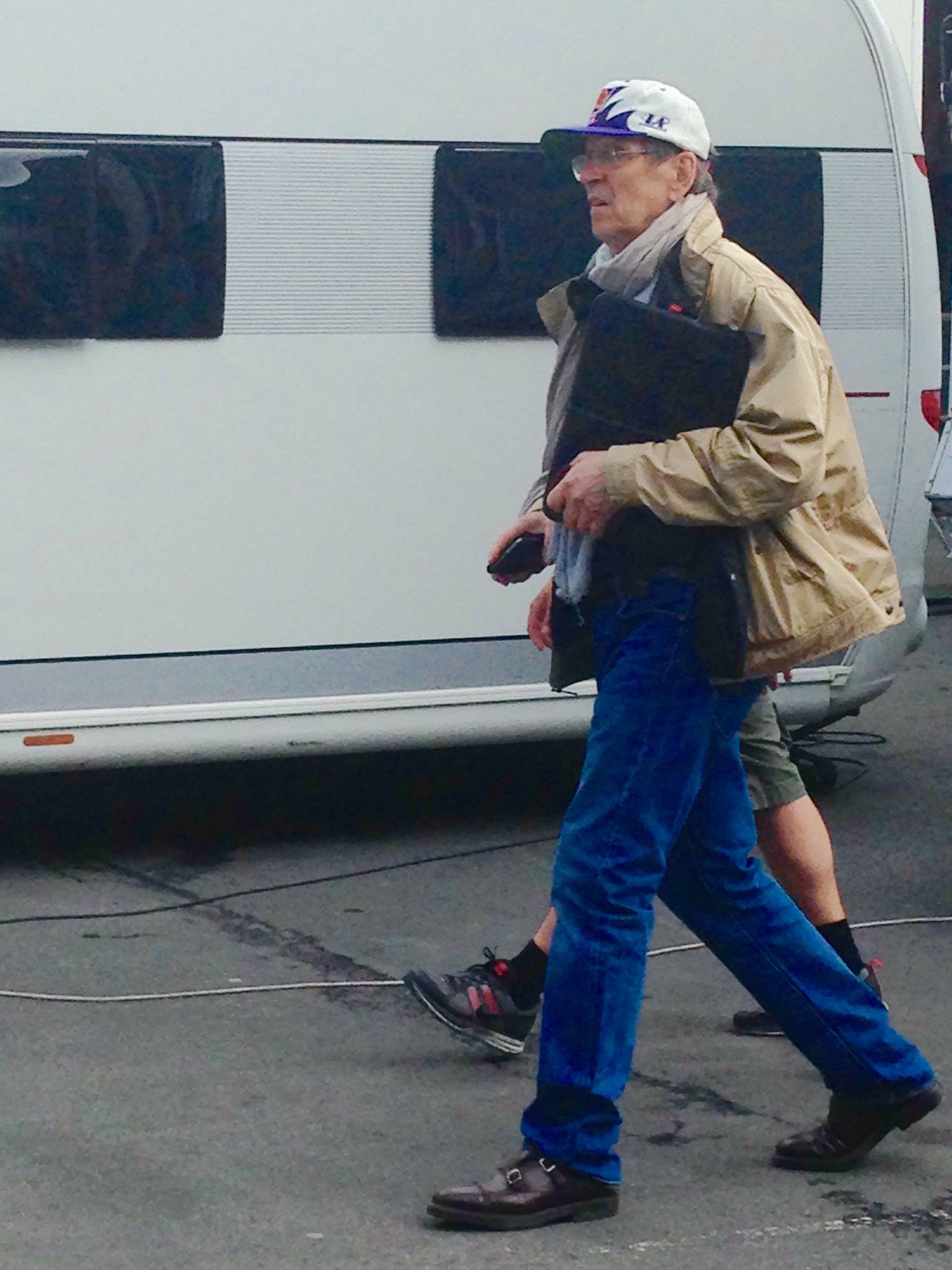
Regissören Jean-Marie Poiré (här från inspelningen av 2016 års Les Visiteurs: La Révolution) drev igenom bygget av en stor lägenhet till inspelningen.

Regissören Poiré fick till slut igenom sin vilja med en större och mer flexibel lägenhet, vilket gav möjligheter till ett mer rörligt foto, trots producenten Rousset-Rouards protester.
Pardansen mellan Pierre och Katia dansas i den slutliga produktionen till Guy Marchands hitlåt "Destinée". Inspelningen av dansen gjordes ursprungligen till "Pauvres diables" av Julio Iglesias, men filmrättigheterna till den låten gick inte att köpa. Därför gjorde Vladimir Cosma, som fått uppdraget att finna en sång med en motsvarande rytm, en ny version av sin egen "Destinée", vilken han komponerat tillsammans med Marchand till filmen Les Sous-doués en vancances året före.
Dansscenen var sålunda nödvändig att efterdubbas. Därför hör man Katia ställa frågan "Vous aimez ce genre de musique?" ('Gillar ni sån här musik?'), när hen egentligen säger "Vous aimez Julio Iglesias?" ('Gillar ni Julio Iglesias?'). Det ursprungliga svaret "c'est un grand chanteur" ('han är en stor sångare') får också ersättas av "c'est très joliment chanté" ('det är väldigt vackert sjunget'). 
Trots att Julio Iglesias sång lyftes ur filmen, figurerar sångaren ändå i den färdiga produktionen. Josettes och Félix husvagn är dekorerad med Iglesias-foton, och Josette har en rockslagsknapp med texten "I love Julio".
Melodin när hissreparatören presenteras är samma som den – i Frankrike – välkända jingeln för hemelektronikkedjan Darty.

## Mottagande

### Marknadsföring
Vid biolanseringen vägrade kollektivtrafikbolaget RATP hyra ut reklamplats åt filmen, på grund av dess provokativa titel (motsvarande 'jultomten är en skitstövel'). Vissa biografer (bland annat i Belgien) infogade olika tillägg på affischerna i stil med Le père Noël est une ordure… pas le vrai ('jultomten är en skitstövel… ja, inte den riktige alltså') eller Le père Noël est… presque… une ordure ('jultomten är… nästan… en skitstövel').
Filmaffischen gjordes av serieskaparen Jean Solé.

### Publikframgångar
Filmen sålde 1 582 732 biobiljetter under 1982. Detta var mindre än Le Splendid-ensemblens genombrottsfilm Les Bronzés (1978) men mer än uppföljaren Les Bronzés font du ski (1979). Bioförsäljningen i den franska huvudstaden motsvarade medelmåttiga 437 000 biljetter. Totalt har noterats 1 604 220 försålda biobiljetter i Frankrike.
Filmen har i Frankrike blivit en kultfilm, efter återkommande visningar på TV. Under 1980-talet spreds den vassa och okonventionella dialogen, de märkliga bakverken och intensiva scenerna i trapphus och badrum med hjälp av TV och videoutgåvor. Visningen 4 januari 2015 på France 2 sågs av drygt 4 miljoner TV-tittare.

### Kritik
Tidningsrecensenterna var (vid biodistributionen) till största delen negativa till filmen. Serge Toubiana på Cahiers du Cinéma skrev (citatrutan till höger):

## Produkter och bearbetningar
Le père… har återkommande sänts på fransk TV, ofta dagen före julafton. Denna dag har filmen även sänts på österrikisk TV.
Filmen har även haft (bio)premiär i Västtyskland, Sovjetunionen, Ungern, USA, Brasilien, Polen och Portugal. Filmen har ännu inte synts i svensk distribution.
Teaterpjäsen hade i november 2006 premiär i tysk översättning, under titeln Der Weihnachtsmann ist ein alter Drecksack ('jultomten är en riktig skitgubbe'). Den sattes upp på Kellertheater Frankfurt i Frankfurt am Main.

### Hemvideoutgåvor (urval)
På franska finns ett antal olika hemvideoutgåvor, på VHS, Laserdisc, DVD och Bluray. Dessutom har musiken givits ut på CD, och det har producerats dokumentärfilmer om filmen. Flera av de franska DVD-utgåvorna har valbar textning på engelska.
- 1995-01-01 – VHS-utgåva, Secam, 88 minuter, Film Office, ASIN B00004WDMZ. (franska)
- 1999 - DVD (första franska DVD-utgåvan) (franska)[11]
- 2002-11-05 + 2005 + 2009[11] – DVD, "édition collector" (samlarutgåva, i minst två tryckningar)., EDV 29, Studio Canal 196 771-9, EAN 3 259119 677192. PAL, region 2, bildformat 1,66 (16:9 med 4:3-kompatibilitet). 2 skivor – en ("Le film") med filmen med valbar engelsk textning, en ("Suppléments") med minnesmaterial från inspelningen, karaoke-varianter av musiken, trailrar och foton från filmen. Dessutom ett 80-sidigt häfte/bok med rollpresentationer, fakta om skådespelare, regissör och produktion, Studio Canal, ASIN B00006LK1F. (franska)(engelska)
- 2003-02-24 – DVD, "édition simple", 1 skiva, PAL, region 2, med valbar engelsk textning, ASIN B00008A8RY. (franska)(engelska)
- 2010-05-11 – Bluray, region B, med valbar engelsk textning, Studio Canal, ASIN B0038N8TBI. (franska)(engelska)

Även pjäsversionen av historien har givits ut på fransk DVD, utan valbar textning (liksom på VHS i Secam-format). Denna har omslagsillustration av serieskaparen Jean-Marc Reiser; på illustrationen syns Tomten talandes i telefon, medan en oklädd dam med lur i hand dyker upp ur "strippklubbsränseln" bakpå:
- 2002-10-02 – VHS, Cidc Une Video, ASIN: B00006IWS6, 86 minuter (franska)
- 2004-07-08 – DVD, region 2, bildformat 1,33:1, 2 skivor, valbar textning på engelska (dövtextning) och franska (dövtextning), med ljud-CD, TF1 Vidéo, ASIN B00006B68B, 90 minuter. (franska)(engelska)

### Musikutgåvor
- 1982 – Cosma, Vladimir: "Le père Noël est une ordure", vinylsingel, Barclay 100.265 (A-sidan: "Destinée", B-sidan: "Le père Noël est une ordure")[30]
- 1989 – "C'est c'la oui !", vinylsingel / maxisingel, Trema 510 475.[31][32]
- 2001 –  Cosma, Vladimir (2001): Le père Noël est une ordure / Les Sous-doués en vacances / L'Année prochaine... si tout va bien / P'tit con, Pomme Music 952 792, CD, samlingsutgåva med filmmusik från fyra franska filmkomedier. Totalt 19 låtar, varav de fem första är från Le père… (1. "Destinée" [4:39], 2. "Le père Noël est une ordure" [4:32], 3. "Monsieur Prescovic" [2:05], 4. "Félix et les lapins" [1:00], 4. "Le Caddie de Zézette" [3:03]).[33]

### Bokutgåvor
- 2004 – Lancry, Pierre-Jean (2004): Pleins feux sur… le Père Noël est une ordure!, Éditions Horizon Illimité, 128 sidor. Minnesalbum med anekdoter, dokument och bilder. ISBN 2847871039 (franska)
- 2012 – Le père Noël est une ordure. Pocket, ISBN 9782266170772 (franska)

### Senare produktioner
1994 gjordes en amerikansk nyinspelning av filmen, i regi av Nora Ephron och med bland andra Steve Martin, Juliette Lewis och Adam Sandler i rollerna. Titeln var Mixed Nuts (svensk titel: Julnötter). Originalfilmens franske regissör Poiré var förvånad över valet att låta placera filmen i Los Angeles, "den enda plats i världen där man inte firar jul, där folk inte går på gatan utan stannar kvar i bilen och där julstämning inte existerar. Såklart bombar en sån film!"
1993 regisserade Jean-Marie Poiré Visitörerna, där bland annat Christian Clavier och Marie-Anne Chazel återkom i snarlika (åtminstone i det senare fallet) roller. Claviers "Katia" från Le père… är lika slagkraftig i talet som Visitörernas medeltida väpnare, vars telefonsvar "Okayyyyy!" blev ett av de mer omskrivna inslagen från en fransk rekordfilm (13,6 miljoner franska biobiljetter).

## Tekniska data
Nedan listas mer utförliga tekniska data om filmen:
- Titel: Le père Noël est une ordure
- Regi: Jean-Marie Poiré
- Manus: Josiane Balasko, Marie-Anne Chazel, Christian Clavier, Gérard Jugnot, Thierry Lhermitte, Bruno Moynot och Jean-Marie Poiré, efter teaterpjäsen med samma namn på Le Splendid
- Produktion: Yves Rousset-Rouard, Christian Ferry (exekutiv producent)
- Produktionsbolag: Trinacra Films, Films A2 och Les Films du Splendid
- Musik: Vladimir Cosma
- Dekor: Willy Holt, Marc Frédérix
- Kostym: Cécile Magnan
- Foto: Robert Alazraki
- Ljud: Pierre Lenoir och Claude Villand
- Klippning: Catherine Kelber
- Land:  Frankrike
- Språk: franska
- Format: färgfilm, monoljud
- Genre: komedi, burlesk (fars)
- Längd: 87 minuter
- Premiär:[28]
  -  Frankrike: 25 augusti 1982
  -  Västtyskland: (som Da graust sich ja der Weihnachtsmann)
  -  Sovjetunionen: (som Дед Мороз - отморозок, Died Moroz - otmorozok)
  -  Spanien ( Katalonien): 16 februari 1990 (dubbad till katalanska som Quin Nadal!)[37]
  -  Ungern: 23 december 2006 (som Karácsonyi kalamajka)
  -  USA: 28 december 2011 (som Santa Claus Is a Stinker)
  -  Brasilien: (som Papai Noel é Um Picareta)
  -  Polen: (som Swiety Mikolaj to smiec)
  -  Portugal: (som Pai Natal: sarilhos)
- Filmklassning enligt franska CNC: "tous publics"[a] (visa n°55784 lämnad 25 augusti 1982[38])